# حارة نجران (المعلا)

تعديل مصدري - تعديل

حارة نجران هي إحدى حارات حي صالح عبدالواسع الواقع بمديرية المعلا التابعة لمحافظة عدن، بلغ تعداد سكانها 925 نسمة حسب تعداد اليمن لعام 2004.